# Brandon Call
Brandon Spencer Lee Call, noto semplicemente come Brandon Call (Torrance, 17 novembre 1976), è un attore statunitense.

## Biografia
Dopo qualche comparsa nella soap opera Santa Barbara, ha interpretato John Thomas "J.T." Lambert in Una bionda per papà e Hobie Buchannon, durante la prima stagione di Baywatch (nelle stagioni successive il personaggio è stato interpretato da Jeremy Jackson).
Ha recitato anche al cinema, accanto a Rutger Hauer, nella parte di Billy Deveraux in Furia cieca.

## Filmografia

### Cinema
- Doppio taglio (Jagged Edge), regia di Richard Marquand (1985)
- Warlock, regia di Steve Miner (1989)
- Furia cieca (Blind Fury), regia di Phillip Noyce (1989)
- Le avventure di Ford Fairlane (The Adventures of Ford Fairlane), regia di Renny Harlin (1990)
- Giorni di gloria... giorni d'amore (For the Boys), regia di Mark Rydell (1991)

### Televisione
- Simon & Simon – serie TV, episodi 3x21 (1984)
- Hotel – serie TV, episodi 2x1 (1984)
- Slickers, regia di Tom Trbovich (1985)
- Magnum, P.I. (Magnum, P.I.) – serie TV, episodi 6x6-8x12-8x13 (1985-1988)
- I Dream of Jeannie... Fifteen Years Later, regia di William Asher (1985)
- Santa Barbara – serie TV, 70 episodi (1985-1987)
- A cuore aperto (St. Elsewhere) – serie TV, episodi 5x2-6x2 (1986-1987)
- Ho imparato ad amarti (Between Two Women), regia di Jon Avnet (1986)
- Disneyland – serie TV, episodi 30x7 (1986)
- Life with Lucy – serie TV, episodi 1x5-1x7 (1986)
- Fuorilegge (Outlaws) – serie TV, episodi 1x2 (1987)
- Webster – serie TV, episodi 4x12 (1987)
- Trying Times – serie TV, episodi 1x1 (1987)
- Biancaneve a Beverly Hills (The Charmings) – serie TV, 21 episodi (1987-1988)
- Fuga dallo spazio (Something Is Out There) – serie TV, episodi 1x8 (1988)
- Baywatch - Panico a Malibù (Panic at Malibu Pier), regia di Richard Compton (1989)
- The Gifted One, regia di Stephen Herek (1989)
- Baywatch – serie TV, 21 episodi (1989-1990)
- Una bionda per papà (Step by Step) – serie TV, 160 episodi (1991-1998)
- ABC Sneak Peek with Step by Step, regia di Rich Correll (1994)
- Thunder in Paradise – serie TV, episodi 1x21-1x22 (1994)
- ABC TGIF – serie TV, 2 episodi (1994-1997)

## Riconoscimenti
Call ha conseguito la vittoria di due Young Artist Awards negli anni 1986 e 1987, entrambi per Santa Barbara. Per questa stessa categoria di premi l'attore ha guadagnato anche 6 candidature.

## Doppiatori italiani
Nelle versioni in italiano delle opere in cui ha recitato, Brandon Call è stato doppiato da:
- Simone Crisari in Furia cieca, Baywatch
- Federica De Bortoli in Santa Barbara
- Fabrizio Manfredi in Una bionda per papà